# ベリット・オース

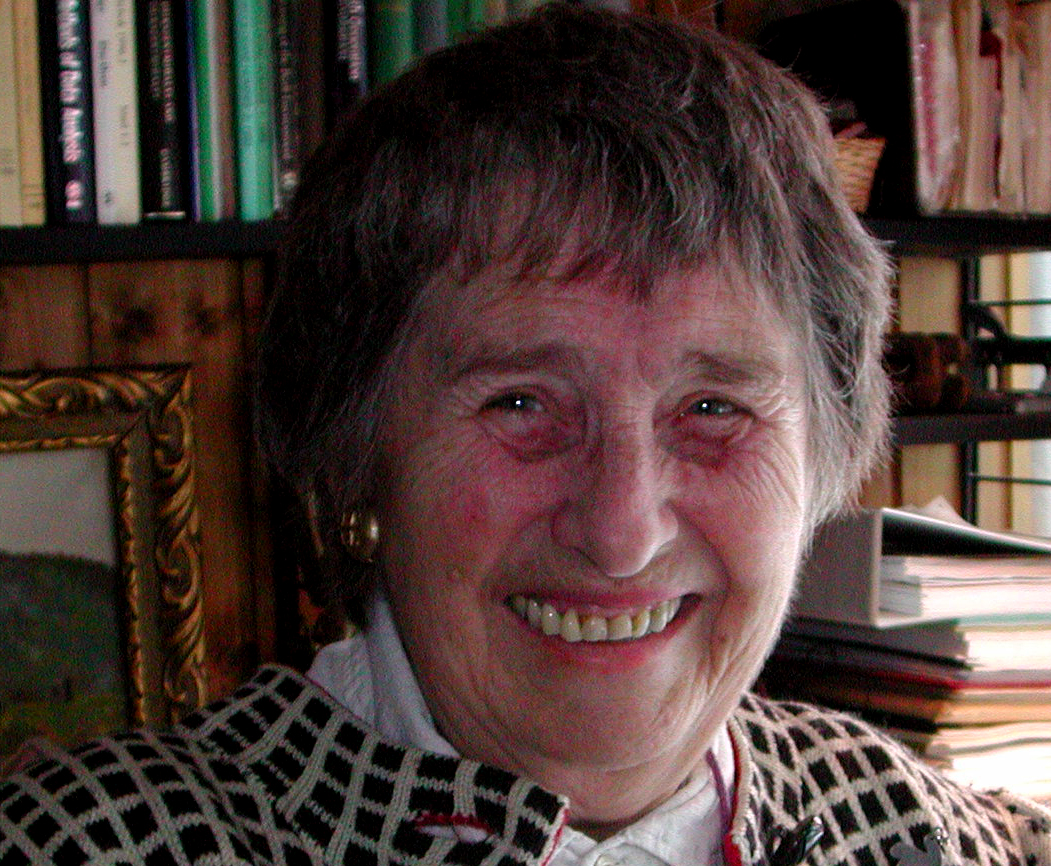
ベリット・オース（2004年）

ベリット・オース（Berit Ås、1928年4月10日 - 2024年9月14日）は、ノルウェーの政治家、社会心理学者、フェミニスト。

## 来歴
1928年、エストフォル県オスロ・フィヨルドで教師の両親の間に生まれる。母親と母方の祖母は共に政治活動家で、父親は発明家でもあった。1953年に大学を卒業後、煙草の害、消費者保護、子どもの安全、住宅などに関する問題に取り組む傍ら、オスロ大学やミズーリ大学で教鞭を執る。
長らくノルウェー労働党の党員であったが、1967年にアスケー市議会議員に初当選。4年後、超党派の女性団体を結成し市議会に女性を送り込むべく奔走する。1972年には欧州共同体（当時）への加盟を巡る論争から労働党を除名され、社会主義左翼党の初代党首に就く。1973年から1977年までノルウェー議会（ストーティング）議員となり、平和のための女性ストライキ会議や欧州共同体加盟反対運動などでも先導的な役割を果たす。また、北海沖合における採掘作業の危機評価を初めて公式に求めたことでも知られる。